# Schizophragma crassum
Schizophragma crassum är en hortensiaväxtart som beskrevs av Hand.-mazz. Schizophragma crassum ingår i släktet Schizophragma och familjen hortensiaväxter. Utöver nominatformen finns också underarten S. c. hsitaoiana.